# Resi Stoffels
Therese (Resi) Stoffels (Eupen, 28 september 1951) is een Belgisch politica van de Sozialistische Partei (SP).

## Levensloop
Resi Stoffels werd verpleegster in het universitair ziekenhuis van Aken. Tevens was ze actief als atlete.
Stoffels werd voorzitter van de SP-partijafdeling van Raeren. Bovendien zetelde ze van 1999 tot 2014 het Parlement van de Duitstalige Gemeenschap, waar ze deel uitmaakte van het presidium en plaatsvervangend SP-fractieleider was.
In 2014 werd ze regeringscommissaris bij de Dienst voor Personen met een Beperking van de Duitstalige Gemeenschap.